# Mecodina mesogramma
Mecodina mesogramma är en fjärilsart som beskrevs av Edward Meyrick. Mecodina mesogramma ingår i släktet Mecodina och familjen nattflyn. Inga underarter finns listade i Catalogue of Life.